# Râul Boruga, Bârzava
Râul Boruga este un afluent al râului Bârzava.

## Bazin hidrografic
Râul Boruga aparține bazinului hidrografic Timiș-Bega

## Hărți
- Harta Județului Caraș-Severin